# Mike Pompeo
Mike Pompeo (n. 30 decembrie 1963, Orange, California, SUA) este actualul  secretar de stat al Statelor Unite ale Americii și fost director al Agenției Centrale de Informații. 
S-a născut în localitatea Orange din statul California, fiind un politician american republican. A fost ales în Kansas în Camera Reprezentanților din Statele Unite din 2011 până în 2017. 

## Biografie
Mike Pompeo a studiat la Academia militară din West Point și este specializat în inginerie mecanică. El a intrat în armata americană în 1986. După armată, a obținut o diplomă de juris doctor la Harvard.
La 18 noiembrie 2016, Donald Trump a anunțat că vrea să-l numească șeful CIA. Confirmat de Senat, el a preluat atribuțiile pe data de 23 ianuarie 2017.

## Legături externe
- Mike Pompeo pe Curlie
- Biography at the Biographical Directory of the United States Congress
- Voting record maintained by The Washington Post
- Campaign finance reports and data at the Federal Election Commission
- Biography, voting record, and interest group ratings at Project Vote Smart
- Apariții pe C-SPAN